# Вызов (премия)
«Вызов» — российская премия в области будущих технологий. Учреждена в 2023 году Фондом развития научно-культурных связей «Вызов» совместно с Газпромбанком при поддержке Правительства Москвы и Фонда Росконгресс. Генеральным партнером премии является Госкорпорация «Росатом». Генеральный информационный партнер — Первый канал.
Первая церемония вручения Премии прошла в Манеже 19 декабря 2023 года, премия была показана по Первому каналу. Режиссер-постановщик — Константин Богомолов. Генеральный продюсер — президент Фонда развития научно-культурных связей «Вызов» — Леонид Шляховер.

## О премии
Миссия премии «Вызов» состоит в формировании ясной мотивации и стремлении представителей нового поколения связать свою жизнь с наукой и технологиями в России. Цель — сделать символами успеха научные открытия в современной России.
Главный критерий для вручения премии — влияние (импакт) на развитие того или иного направления будущих технологий. Номинации Премии не имеют привязки к конкретным дисциплинам, отбираются научные работы, которые с большой вероятностью способны совершить революцию в науке и технологиях. В фокусе Премии следующие направления: физика, науки о материалах, науки о жизни, компьютерные науки.
В 2023 году в премии было возможно самовыдвижение: было подано 218 заявок, из них — около 90 % получены от самовыдвиженцев. Особое внимание при отборе заявок дается работам, выполненным номинантами за последние 10 лет.

## Научный комитет премии

### 2023 год
В научный комитет премии вошли ведущие ученые и популяризаторы науки в России:
- Артем Оганов — председатель Научного комитета; доктор физико-математических наук, профессор Сколтеха, заведующий кафедрой материаловедения полупроводников и диэлектриков Университета МИСИС, член Европейской академии (Academia Europaea).
- Юрий Оганесян — советник председателя Научного комитета; академик РАН, доктор физико-математических наук, председатель научного совета РАН по прикладной ядерной физике, научный руководитель Лаборатории ядерных реакций ОИЯИ, профессор МГУ им. М. В. Ломоносова, профессор МИФИ.
- Алексей Федоров — заместитель председателя Научного комитета; кандидат физико-математических наук (PhD), руководитель научной группы «Квантовые информационные технологии» Российского квантового центра, Директор Института физики и квантовой инженерии Университета МИСИС, профессор МФТИ.
- Валентин Анаников — академик РАН, доктор химических наук, профессор МГУ им. М. В. Ломоносова, руководитель лаборатории Института органической химии им. Н. Д. Зелинского, руководитель секции химии Отделения химии и наук о материалах РАН, член Европейской академии (Academia Europaea),
- Александр Габибов — академик РАН, доктор химических наук, профессор МГУ им. М. В. Ломоносова, директор Института биоорганической химии им. академиков М. М. Шемякина и Ю. А. Овчинникова РАН.
- Вадим Говорун — академик РАН, доктор биологических наук, директор ФБУН НИИ Системной биологии и медицины Роспотребнадзора, член президиума Совета при Президенте Российской Федерации по науке и образованию.
- Сергей Килин — академик НАН Беларуси, иностранный член РАН, доктор физико-математических наук, профессор Белорусского государственного университета.
- Всеволод Белоусов — член-корреспондент РАН, доктор биологических наук, директор Федерального центра мозга и нейротехнологий Федерального медико-биологического агентства.
- Симон Мацкеплишвили — член-корреспондент РАН, доктор медицинских наук, заслуженный деятель науки Российской Федерации, заместитель директора по научной работе и руководитель отдела кардиологии и сердечно-сосудистой хирургии Медицинского научно-образовательного центра МГУ им. М. В. Ломоносова.
- Андрей Шевельков — член-корреспондент РАН, доктор химических наук, заслуженный профессор МГУ им. М. В. Ломоносова, заведующий кафедрой неорганической химии МГУ им. М. В. Ломоносова.
- Георгий Шляпников — доктор физико-математических наук, руководитель научной группы Российского квантового центра, директор исследовательского направления Лаборатории теоретической физики Национального центра научных исследований, профессор Университета Амстердама.
- Алексей Кавокин —доктор физико-математических наук, научный руководитель лаборатории оптики спина СПбГУ, руководитель группы «Квантовая поляритоника» Российского квантового центра, профессор Университета Саутгемптона (Англия).
- Андрей Коняев — кандидат физико-математических наук, основатель научно-популярного интернет-издания N + 1.
- Александр Грек — главный редактор журнала «TechInsider» (ранее — «Популярная механика»).
- Егор Быковский — член редакционного совета научно-популярного портала Naked Science, радиоведущий (программы «Теория всего», «Наука на Чердаке»), директор Центра научной коммуникации МФТИ.
- Алексей Паевский — Сооснователь и главный редактор портала «Новости нейронаук и нейротехнологий — Нейроновости», главный редактор портала «Mendeleev.info — О химии и химиках», руководитель портала «Российские древности», член правления Российского химического общества им. Д. И. Менделеева, спецпредставитель Десятилетия науки и технологий в России.
- Алёна Мастюкова — секретарь Научного комитета Премии, аспирант МФТИ, научный сотрудник группы «Квантовые информационные технологии» Российского квантового центра и лаборатории квантовых информационных технологий Университета МИСИС, стипендиат Президента РФ для молодых учёных и аспирантов.

### 2024 год
В научный комитет премии вошли ведущие ученые и популяризаторы науки в России:
- Артем Оганов — председатель Научного комитета; доктор физико-математических наук, профессор Сколтеха, заведующий кафедрой материаловедения полупроводников и диэлектриков Университета МИСИС, член Европейской академии (Academia Europaea).
- Юрий Оганесян — советник председателя Научного комитета; академик РАН, доктор физико-математических наук, председатель научного совета РАН по прикладной ядерной физике, научный руководитель Лаборатории ядерных реакций ОИЯИ, профессор МГУ им. М. В. Ломоносова, профессор МИФИ.
- Валентин Анаников — советник председателя Научного комитета; академик РАН, доктор химических наук, профессор МГУ им. М. В. Ломоносова, руководитель лаборатории Института органической химии им. Н. Д. Зелинского, руководитель секции химии Отделения химии и наук о материалах РАН, член Европейской академии (Academia Europaea).
- Алексей Федоров — заместитель председателя Научного комитета; кандидат физико-математических наук (PhD), руководитель научной группы «Квантовые информационные технологии» Российского квантового центра, Директор Института физики и квантовой инженерии Университета МИСИС, профессор МФТИ.
- Александр Габибов — академик РАН, доктор химических наук, профессор МГУ им. М. В. Ломоносова, директор Института биоорганической химии им. академиков М. М. Шемякина и Ю. А. Овчинникова РАН.
- Вадим Говорун — академик РАН, доктор биологических наук, директор ФБУН НИИ Системной биологии и медицины Роспотребнадзора, член президиума Совета при Президенте Российской Федерации по науке и образованию.
- Сергей Килин — академик НАН Беларуси, иностранный член РАН, доктор физико-математических наук, профессор Белорусского государственного университета.
- Всеволод Белоусов — член-корреспондент РАН, доктор биологических наук, директор Федерального центра мозга и нейротехнологий Федерального медико-биологического агентства.
- Симон Мацкеплишвили — член-корреспондент РАН, доктор медицинских наук, заслуженный деятель науки Российской Федерации, заместитель директора по научной работе и руководитель отдела кардиологии и сердечно-сосудистой хирургии Медицинского научно-образовательного центра МГУ им. М. В. Ломоносова.
- Андрей Шевельков — член-корреспондент РАН, доктор химических наук, заслуженный профессор МГУ им. М. В. Ломоносова, заведующий кафедрой неорганической химии МГУ им. М. В. Ломоносова.
- Георгий Шляпников — доктор физико-математических наук, руководитель научной группы Российского квантового центра, директор исследовательского направления Лаборатории теоретической физики Национального центра научных исследований, профессор Университета Амстердама.
- Евгений Бурнаев — профессор Сколтеха, руководитель Центра прикладного искусственного интеллекта.
- Андрей Коняев — кандидат физико-математических наук, основатель научно-популярного интернет-издания N + 1.
- Александр Грек — главный редактор журнала «TechInsider» (ранее — «Популярная механика»).
- Андрей Резниченко — российский журналист и композитор, почётный работник науки и высоких технологий Российской Федерации.
- Алексей Паевский — Сооснователь и главный редактор портала «Новости нейронаук и нейротехнологий — Нейроновости», главный редактор портала «Mendeleev.info — О химии и химиках», руководитель портала «Российские древности», член правления Российского химического общества им. Д. И. Менделеева, спецпредставитель Десятилетия науки и технологий в России.
- Алёна Мастюкова — секретарь Научного комитета Премии, аспирант МФТИ, научный сотрудник группы «Квантовые информационные технологии» Российского квантового центра и лаборатории квантовых информационных технологий Университета МИСИС, стипендиат Президента РФ для молодых учёных и аспирантов.

## Номинации

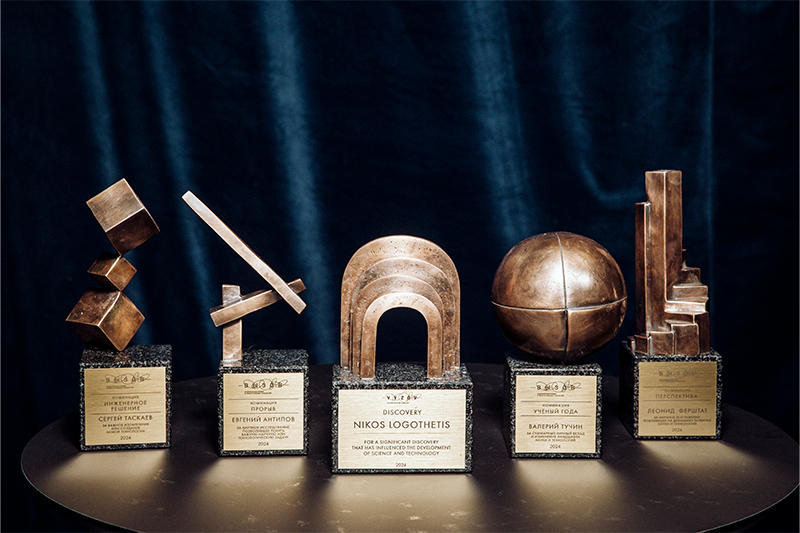
Статуэтки лауреатов Премии «Вызов»

Присуждается в 4 номинациях для российских ученых:
- «Перспектива» — за научное достижение, повлиявшее на динамику развития будущих технологий (вручается учёным до 35 лет);
- «Инженерное решение» — за изобретение, позволившее существенно продвинуть ту или иную технологию;
- «Прорыв» — за научное исследование, открывшее путь к созданию будущих технологий;
- «Учёный года» — за личный вклад в создание будущих технологий и изменение ландшафта науки.

Размер премии в 2023 году составил 10 миллионов рублей.
В 2024 году размер премии по каждой номинации увеличен до 11 миллионов рублей  и добавлена новая (пятая) номинация:
- Discovery / Открытие — за важное открытие, повлиявшее на развитие науки и технологий, которая в отличие от остальных номинаций вручается зарубежным ученым.

## Лауреаты премии и церемония награждения

### 2023 год
Старт сбору заявок был дан 14 июля 2023 года, получено 218 заявок из 38 регионов России. Первое награждение состоялось 19 декабря 2023 года, режиссером церемонии выступил Константин Богомолов, ведущим — Игорь Верник. Лауреатами стали:
- в номинации «Перспектива» за создание ионного квантового процессора с использованием многоуровневых квантовых систем — кудитов и демонстрацию квантовых алгоритмов — Илья Семериков, кандидат физико-математических наук, заместитель руководителя научной группы в Российском квантовом центре, научный сотрудник Физического института имени Лебедева (ФИАН),
- в номинации «Инженерное решение» за технологию создания магнитов из высокотемпературного сверхпроводника для ускорителей заряженных частиц и накопителей энергии — Гамлет Ходжибагиян, директор по научной работе Лаборатории физики высоких энергий Объединенного института ядерных исследований (ОИЯИ), кандидат физико-математических наук,
- в номинации «Прорыв» за передовые исследования в области создания вычислительных устройств на основе управления поляритонов и разработку оптического транзистора — Павлос Лагудакис, профессор, вице-президент по фотонике, руководитель лаборатории гибридной фотоники Сколтеха,
- в номинации «Учёный года» за открытия в областях системы дофамина и рецепторов следовых аминов, позволившие создать новые подходы для лекарственного лечения заболеваний мозга — Рауль Гайнетдинов, директор Института трансляционной биомедицины СПбГУ, кандидат медицинских наук.

### 2024 год
Лауреатами стали:
- в номинации «Перспектива» за передовые исследования в области создания органических функциональных материалов многоцелевого назначения на основе высокоазотных молекулярных архитектур — Леонид Ферштат, доктор химических наук, заведующий лабораторией азотсодержащих соединений Института органической химии им. Н.Д. Зелинского РАН, профессор базовой кафедры НИУ ВШЭ,
- в номинации «Инженерное решение» за разработку компактного ускорительного источника нейтронов, пригодного для широкого круга исследований, в том числе для нейтронозахватной терапии — Сергей Таскаев, доктор физико-математических наук, заведующий лабораторией бор-нейтронозахватной терапии Новосибирского государственного университета, главный научный сотрудник Института ядерной физики СО РАН, президент Фонда развития нейтрон-захватной терапии «ФОРА»,
- в номинации «Прорыв» за создание фундаментальных и практических основ разработки и производства электродных материалов для металл-ионных аккумуляторов нового поколения — Евгений Антипов, доктор химических наук, член-корреспондент РАН, заведующий кафедрой электрохимии химического факультета МГУ им. М.В. Ломоносова, профессор Сколковского института науки и технологий,
- в номинации «Discovery / Открытие» за основополагающий вклад в создание метода функциональной магнитно-резонансной томографии и введение его в повседневную научную и клиническую практику для исследования активности мозга человека — Никос Логотетис, PhD по нейробиологии человека, директор Международного центра исследований мозга приматов (ICPBR), почетный директор Института биологической кибернетики Общества Макса Планка,
- в номинации «Учёный года» за выдающийся вклад в области наук о жизни, а также в новую междисциплинарную область знаний и технологий — биофотонику — Валерий Тучин, доктор физико-математических наук, член-корреспондент РАН, заведующий лабораторией лазерной диагностики технических и живых систем Саратовского научного центра РАН, заведующий кафедрой оптики и биофотоники Саратовского государственного университета.